# Ay Carmela
```
¡Ay Carmela! 
[
11
]
 este unul din cântecele foarte cunoscute ale republicanilor spanioli și fredonate de aceștia în timpul Războiului Civil Spaniol (1936-1939). Este un cântec spaniol de secol XIX, melodia a fost refolosită cu versuri noi de partea republicană, în diferite versiuni (
El paso del Ebro sau Viva la XV Brigada
).
```